# Klosterkirche St. Benedikt (Benediktbeuern)

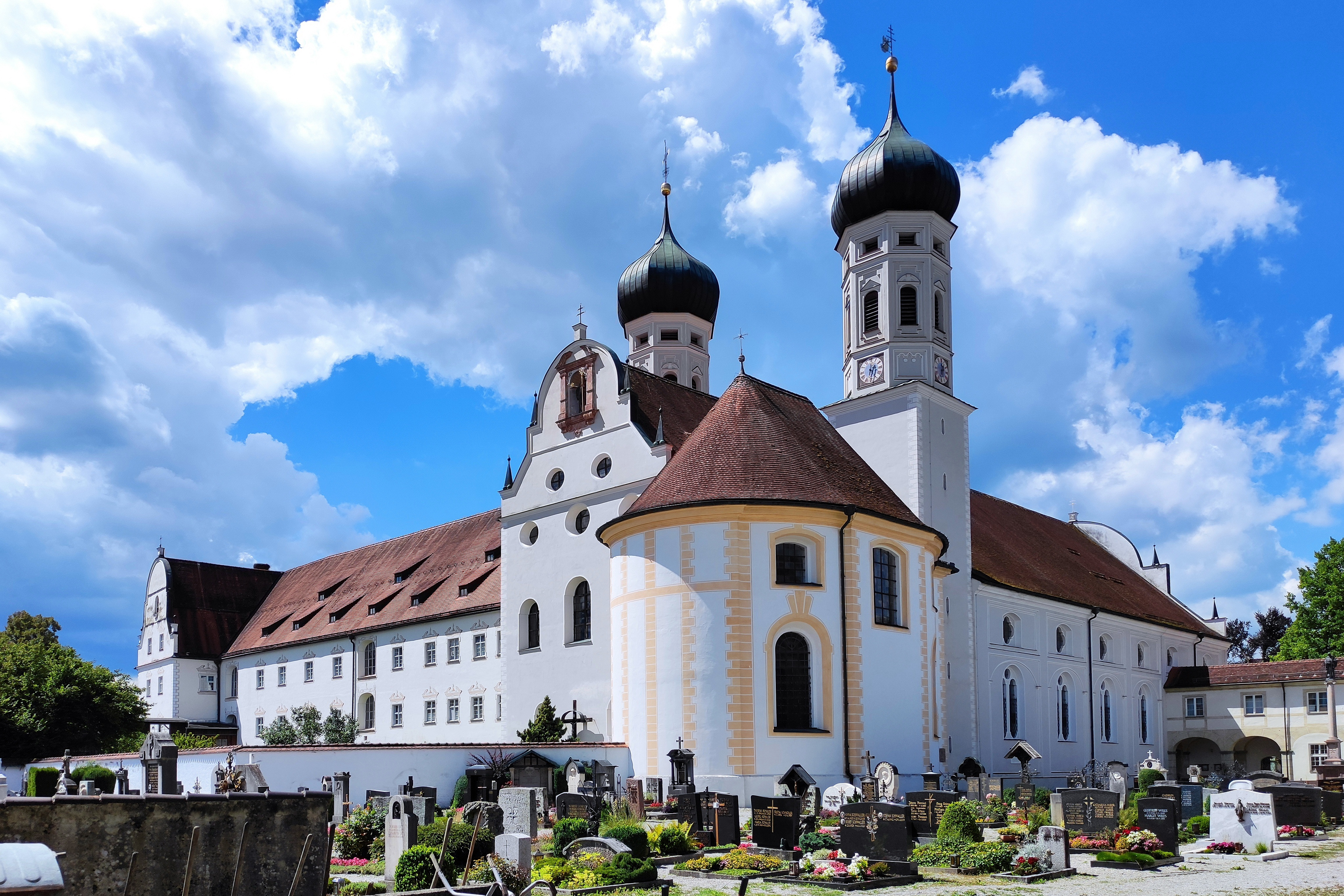
Abtei Benediktbeuern in Oberbayern

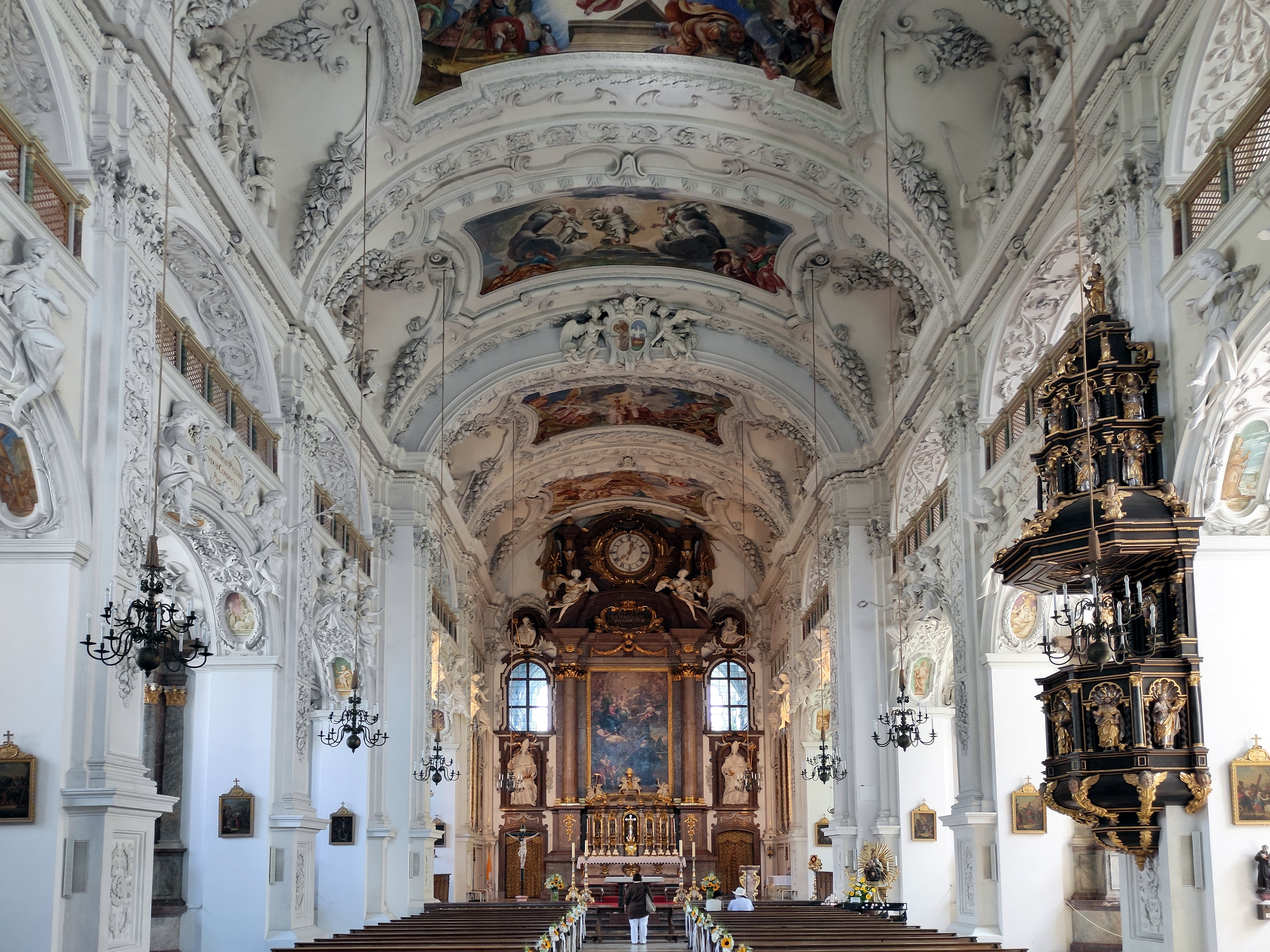
Klosterkirche St. Benedikt: Chorraum

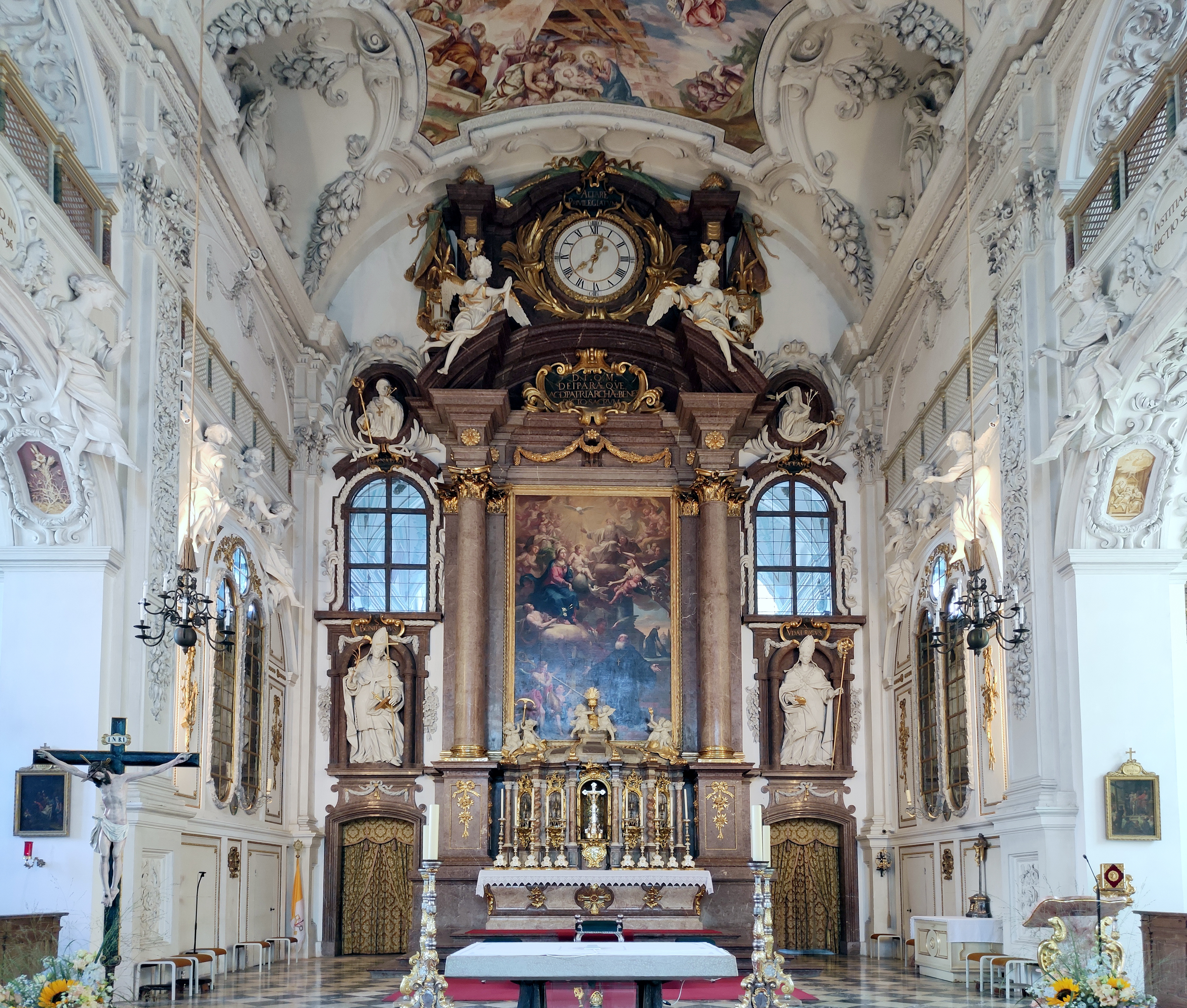
Klosterkirche St. Benedikt: Chorraum

Die Klosterkirche St. Benedikt (auch umgangssprachlich Basilika St. Benedikt und Klosterbasilika genannt) ist die ehemalige Abteikirche und jetzige katholische Pfarrkirche in Benediktbeuern. Das Gebäude ist eine der ersten bedeutenden Barockkirchen auf dem Land in Oberbayern und Teil des Klosters Benediktbeuern. 1972 wurde die Kirche zur Basilica minor erhoben.

## Geschichte
Die Basilika wurde im 17. Jahrhundert unter dem Abt Plazidus Mayr als Klosterkirche der Benediktinerabtei Benediktbeuern im Baustil des italienischen Frühbarocks erbaut. Die Fassade weist noch Merkmale der Spätrenaissance auf. Unter der Leitung von Caspar Feichtmayr wurden von 1672 bis 1681 die Türme und die Sakristei erbaut, im Anschluss daran wurde von 1681 bis 1686 das übrige Gotteshaus errichtet, dessen Kirchenschiff 18 Meter hoch und 26 Meter breit ist.
St. Benedikt war bis zur Säkularisation 1803 Klosterkirche und ist heute die Pfarrkirche der Pfarrei Benediktbeuern. Wegen Einsturzgefahr wurde die Kirche von 1962 bis 1973 renoviert. Dabei wurde zur Gewölbe-Entlastung eine Stahlbetonkonstruktion eingebaut. Bei einer Dachsanierung im Jahr 2024 stellte sich heraus, dass diese so sehr auf das Mauerwerk drückt, dass „zahlreiche bedenkliche Risse und Neigungen in der Bausubstanz“ entstanden seien und die Kirche als einsturzgefährdet eingeschätzt wurde. Daraufhin wurde die Kirche bis mindestens 2026 geschlossen.
Papst Paul VI. erhob die Klosterkirche am 29. Mai 1972 mit dem Apostolischen Schreiben Quantopere sint zur Basilica minor.
In der Kirche fand 2012 die evangelische Trauerfeier für Harry Valérien statt.

## Ausstattung
Der Innenraum ist ausgiebig mit Stuck verziert. Die Gewölbebilder stammen von Hans Georg Asam und gelten als die frühesten Fresken der altbayerischen Barockkunst.
Das Hauptaltarbild (1788) und die Bilder der vordersten Seitenaltäre sind Werke von Martin Knoller. Die Stuckplastik links vom Altarbild stellt den heiligen Bonifatius, den Mitgründer Benediktbeuerns, die Plastik rechts Ulrich von Augsburg dar. Auf dem 1973 errichteten neuen Altar über den Chorstufen wird an Festtagen das vom Münchner Goldschmied Peter Streissel 1794 geschaffene Armreliquiar des heiligen Benedikt ausgestellt. Hinter dem Hochaltar, durch Fenster mit dem Schiff verbunden, befindet sich der Psallierchor, darunter die Sakristei.
An der Nordostecke der Kirche wurde 1753 die Rokokokapelle zu Ehren der heiligen Anastasia von Sirmium errichtet.

## Orgel

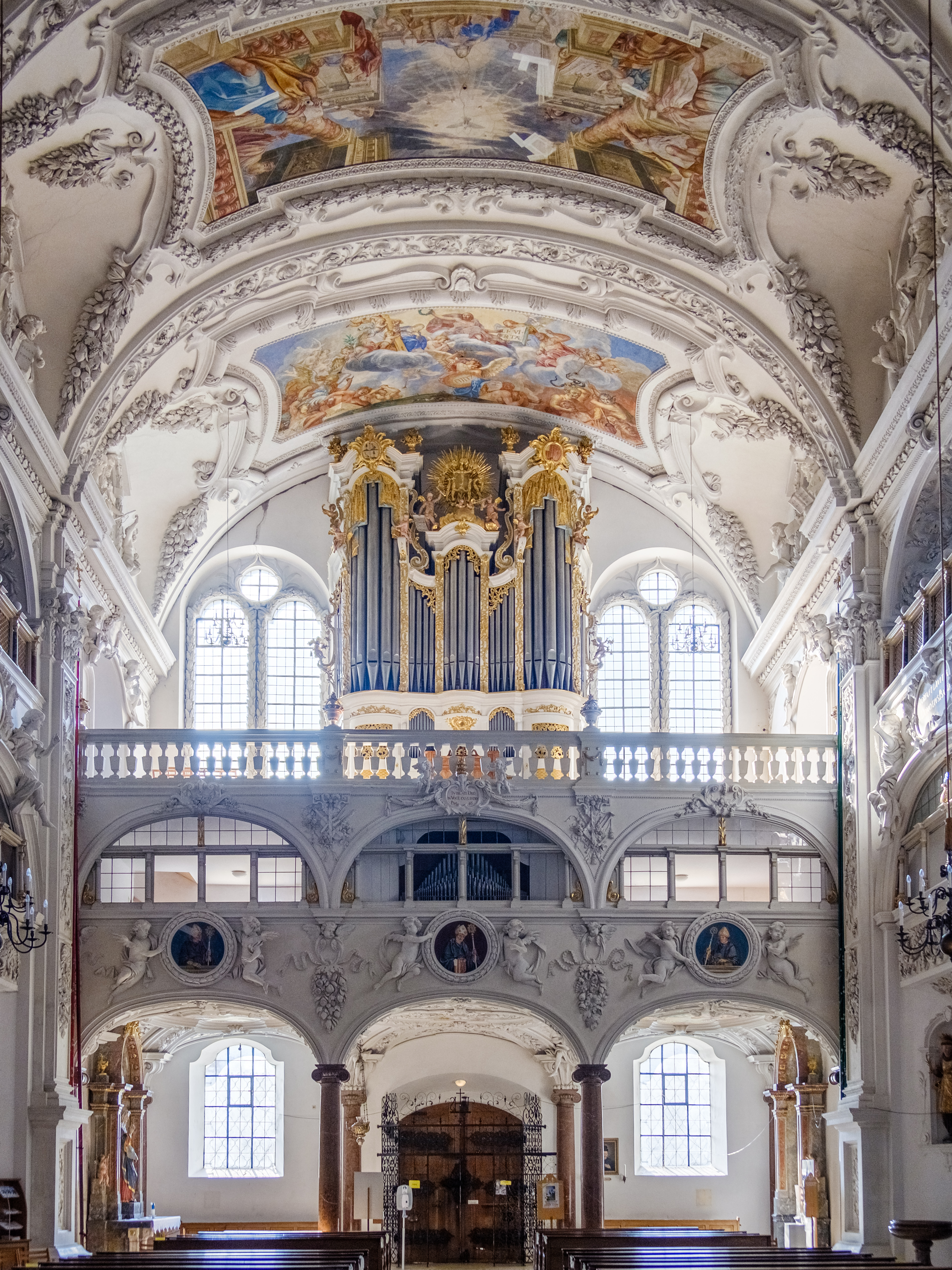
Orgel und Haupteingang

Die große Orgel wurde zwischen 1682 und 1686 von dem Salzburger Meister Christoph Egedacher gebaut. 1770 wurde sie von Andreas Jäger erweitert und bekam einen neuen Prospekt. Das Werk mit 33 Registern auf zwei Manualen und Pedal ist erhalten. Die Spiel- und Registertrakturen sind mechanisch. Im Jahr 1967 wurde das Instrument von Orgelbau Sandtner restauriert, wobei auch die Register des Positivs rekonstruiert wurden.
| I Hauptwerk C–f3 |               |       |   |
| 1.               | Principal     | 8′    | E |
| 2.               | Principal     | 8′    | E |
| 3.               | Coupl         | 8′    | E |
| 4.               | Gamba         | 8′    | J |
| 5.               | Viola         | 8′    | E |
| 6.               | Quintadena    | 8′    | J |
| 7.               | Vivara        | 8′    | J |
| 8.               | Octav         | 4′    | E |
| 9.               | Flauto        | 4′    | E |
| 10.              | Quinta        | 2 ⁄3′ | E |
| 11.              | Superoctav    | 2′    |   |
| 12.              | Cornet III-IV |       | J |
| 13.              | Mixtur V      |       | J |
| 14.              | Cimbel III    |       | J |
| 15.              | Fagott        | 8′    |   |
| 16.              | Trombon       | 8′    |   |

| II Positiv C–f3 |            |       |
| 17.             | Coupl      | 8′    |
| 18.             | Flautraver | 8′    |
| 19.             | Principal  | 4′    |
| 20.             | Flauto     | 4′    |
| 21.             | Nasard     | 2 ⁄3′ |
| 22.             | Superoctav | 2′    |
| 23.             | Mixtur IV  |       |
| 24.             | Cornet III |       |

| Pedalwerk C–f1 |                 |        |   |
| 25.            | Principal       | 16′    | E |
| 26.            | Subbaß          | 16′    | E |
| 27.            | Posaune         | 16′    |   |
| 28.            | Bourdon         | 8′     | E |
| 29.            | Gamba           | 8′     | J |
| 30.            | Quintbaß        | 5 1⁄3′ | E |
| 31.            | Superoctav      | 4′     |   |
| 32.            | Cornetmixtur IV |        | J |
| 33.            | Mixtur V        |        | J |

- Koppeln: Manualschiebekoppel, I/P

## Glocken
| Nr. | Ton | Gewicht in kg | Turm | Name             | Gussjahr | Gießer                                             | Ort        |
| --- | --- | ------------- | ---- | ---------------- | -------- | -------------------------------------------------- | ---------- |
| 1   | b0  | 4.630         | Nord | Benedictusglocke | 1723     | Johann Matthias Langenegger & Anton Benedikt Ernst | München    |
| 2   | d′  | 1.800         | Süd  | Anastasia        | 1697     | Johann Jakob Schorer                               |            |
| 3   | f′  | 850           | Süd  | Maria            | 1723     | Dubois                                             | Lothringen |
| 4   | g′  | 650           | Süd  | Don Bosco        | 1980     | Perner                                             | Passau     |
| 5   | b′  | 300           | Süd  | Anna             | 1700     | Christoph Taller                                   | München    |